# Na na (singel Lady Pank)
Na na – ósmy singel zespołu Lady Pank, pierwszy wydany na płycie CD. Singel ten promował studyjny album Na na. Utwór na singlu jest nieco inną wersją kompozycji, która znalazła się na albumie. Muzyka została skomponowana przez Jana Borysewicza, a autorem tekstu jest Bogdan Olewicz.

## Skład zespołu
- Jan Borysewicz – gitara solowa
- Janusz Panasewicz – śpiew
- Kuba Jabłoński – perkusja
- Krzysztof Kieliszkiewicz – bas
- Andrzej Łabędzki – gitara